# アレクサンダー・ダリンプル

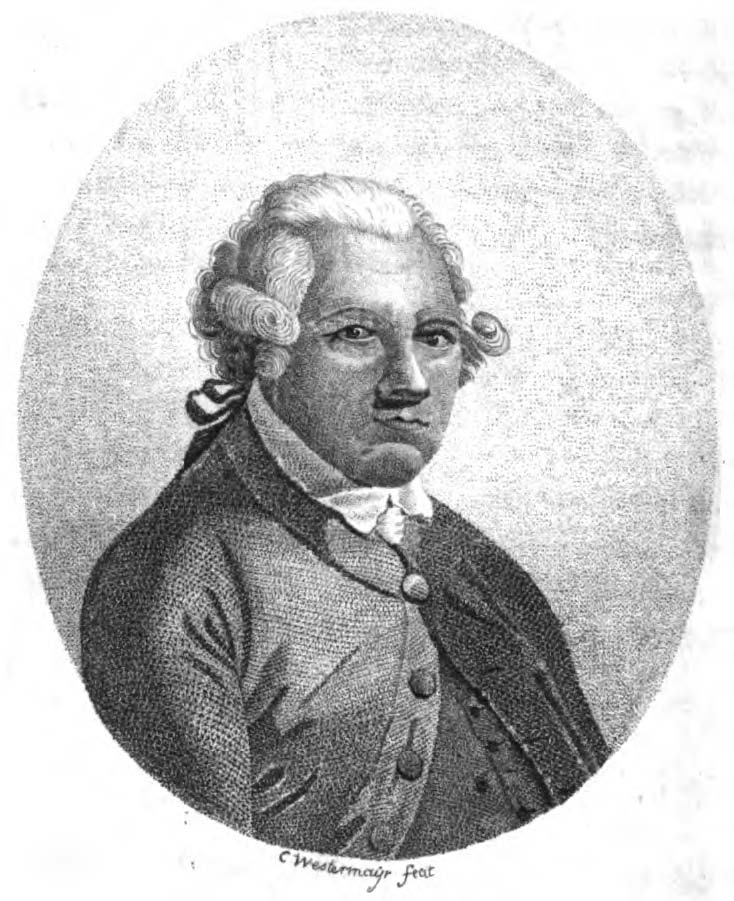
Alexander Dalrymple
（画:Conrad Westermayr）.

アレクサンダー・ダリンプル（Alexander Dalrymple FRS、1737年7月24日 - 1808年7月19日）は、スコットランド生まれで、イギリス海軍最初の水路学者となった人物である。多くの海図を製作し、海運の安全に貢献した。太平洋に未知の大陸があるという説を唱え、その結果、ジェームズ・クックが南方大陸探索の航海を行うことになった。

## 生涯
エディンバラ近くのニューヘイルズ（New Hailes）に、ジェームズ・ダリンプル卿の16人兄弟の7番目の子供に生まれた。14歳の時父親が没したため、多くの兄弟のため、教育を受けるのを諦め、司書と経理を学び1952年にイギリス東インド会社に事務員として就職した。マドラスに赴任し、マドラスの総督ジョージ・ピゴー（George Pigot, 1st Baron Pigot）に重用されるようになった。インドネシアと中国との貿易に興味を示し、スルのサルタンと交渉を行い、22歳で広東を訪れた。1765年にロンドンに戻り、王立協会のフェローに選ばれた。1779年から東インド会社のために水路学者として働き、多くの水路図を作成し、後にイギリス海軍最初の水路学者となった。土木工学者のジョン・スミートンと知り合い、ともに風力測定の研究を行い、ダリンプルはフランシス・ボーフォートによるビューフォート風力階級につながる、先駆的な研究を行ったともされる。
1752年にイギリス艦隊がフィリピンを攻略し、捕獲したスペインの文書を翻訳する内に、海洋探検家のルイス・バーエス・デ・トーレスの文書を発見し、1770年から『南太平洋のいくつかの航海と発見の歴史的コレクション』（"Historical Collection of the Several Voyages and Discoveries in the South Pacific Ocean"）を出版した。未知の大陸の存在の主張は有名になり、世間の関心をひき、クックの探検航海が行われることになった。

## 著作
- An Account of the Discoveries made in the South Pacifick Ocean previous to 1764. London 1767
- An Historical Collection of Several Voyages and Discoveries. London 1771 Online-Version des Werkes
- Historische Sammlung der verschiedenen Reisen nach der Südsee im 16, 17 und 18 Jahrhundert und der daselbst gemachten Entdeckungen. Bohn, Hamburg 1786